# 김영신 (야구 선수)
김영신(金榮伸, 1961년 11월 9일 ~ 1986년 8월 15일)은 대한민국의 전 프로 야구 선수로, KBO 리그에서 1985년부터 1986년까지 OB 베어스에서 뛰었다. 포지션은 포수였고 우투우타였다. KBO 통산 22경기에 출전해 14안타 2타점, .156의 타율을 기록했다.
단계초등학교, 원주중학교, 상문고등학교, 동국대학교를 졸업했다. 아마추어 선수 시절 1984년 로스앤젤레스 하계 올림픽에 야구 국가대표 포수로 출전하는 등 유망주로 손꼽혔고, 1985년 1차 지명으로 OB에 입단하였다. 하지만 김경문, 조범현 등 주전 포수들과의 경쟁에서 밀리면서 출전 기회가 줄어들었다.
1986년 8월 15일, 경기도 고양군 송포면(현재의 일산 지역)의 한강 하류에서 익사한 채 발견되었다. 사인은 성적 비관으로 인한 자살로 결론지어졌다. OB 측은 김영신을 애도하는 의미에서 영결식을 치르고 김영신의 배번인 54번을 영구 결번하였는데, 이는 KBO 리그 최초의 영구 결번 사례이다.

## 통산 기록
| 연도   | 팀    | 타율  | 경기수 | 타수 | 안타 | 2루타 | 3루타 | 홈런 | 타점 | 득점 | 도루 | 도루실패 | 4사구 | 삼진 | 병살타 | 희생타 | 장타율 |
| ------ | ----- | ----- | ------ | ---- | ---- | ----- | ----- | ---- | ---- | ---- | ---- | -------- | ----- | ---- | ------ | ------ | ------ |
| 1985년 | OB    | 0.190 | 13     | 21   | 4    | 0     | 0     | 0    | 2    | 1    | 0    | 0        | 1     | 4    | 0      | 0      | 0.190  |
| 1986년 | OB    | 0.091 | 9      | 11   | 1    | 0     | 0     | 0    | 0    | 0    | 0    | 0        | 0     | 1    | 1      | 0      | 0.091  |
| 통산   | 2시즌 | 0.156 | 22     | 32   | 5    | 0     | 0     | 0    | 2    | 1    | 0    | 0        | 1     | 5    | 1      | 0      | 0.156  |

## 같이 보기
- 임효상 - 전 현대 유니콘스 선수
- 권근한 - 전 한화 이글스 선수